# XS-1541
Der XS-1541 ist ein Gerät, das als Adapter fungiert, um historisches Computer-Zubehör der Firma Commodore mit einem modernen PC per USB oder RS-232 (serieller Schnittstelle) zu verbinden.
Es hat sowohl einen parallelen IEC-625-Bus (IEEE-488) als auch einen seriellen CBM-Bus und kann daher mit Zubehör beiderlei Ausstattung zusammenarbeiten. Daneben können Diskettenlaufwerke mit Speed-DOS-Kabel und solche mit Burstmode angeschlossen werden. Das Gerät funktioniert analog zum X-1541-Kabel und verfügt über einen Mikrocontroller. Die Steuerung des angeschlossenen Zubehörs erfolgt über ein Terminalprogramm. Der Entwickler ermutigt Interessenten zum Nachbau; er hat angekündigt, die Firmware des Geräts unter eine offene Lizenz zu stellen.